# Kotagiri
Kotagiri è una suddivisione dell'India, classificata come town panchayat, di 29.184 abitanti, situata nel distretto dei Nilgiri, nello stato federato del Tamil Nadu. In base al numero di abitanti la città rientra nella classe III (da 20.000 a 49.999 persone).

## Geografia fisica
La città è situata a 11° 25' 60 N e 76° 52' 60 E e ha un'altitudine di 1.792 m s.l.m..

## Società

### Evoluzione demografica
Al censimento del 2001 la popolazione di Kotagiri assommava a 29.184 persone, delle quali 14.285 maschi e 14.899 femmine. I bambini di età inferiore o uguale ai sei anni assommavano a 2.551, dei quali 1.289 maschi e 1.262 femmine. Infine, coloro che erano in grado di saper almeno leggere e scrivere erano 22.451, dei quali 11.985 maschi e 10.466 femmine.